# Oenanthe lachenalii

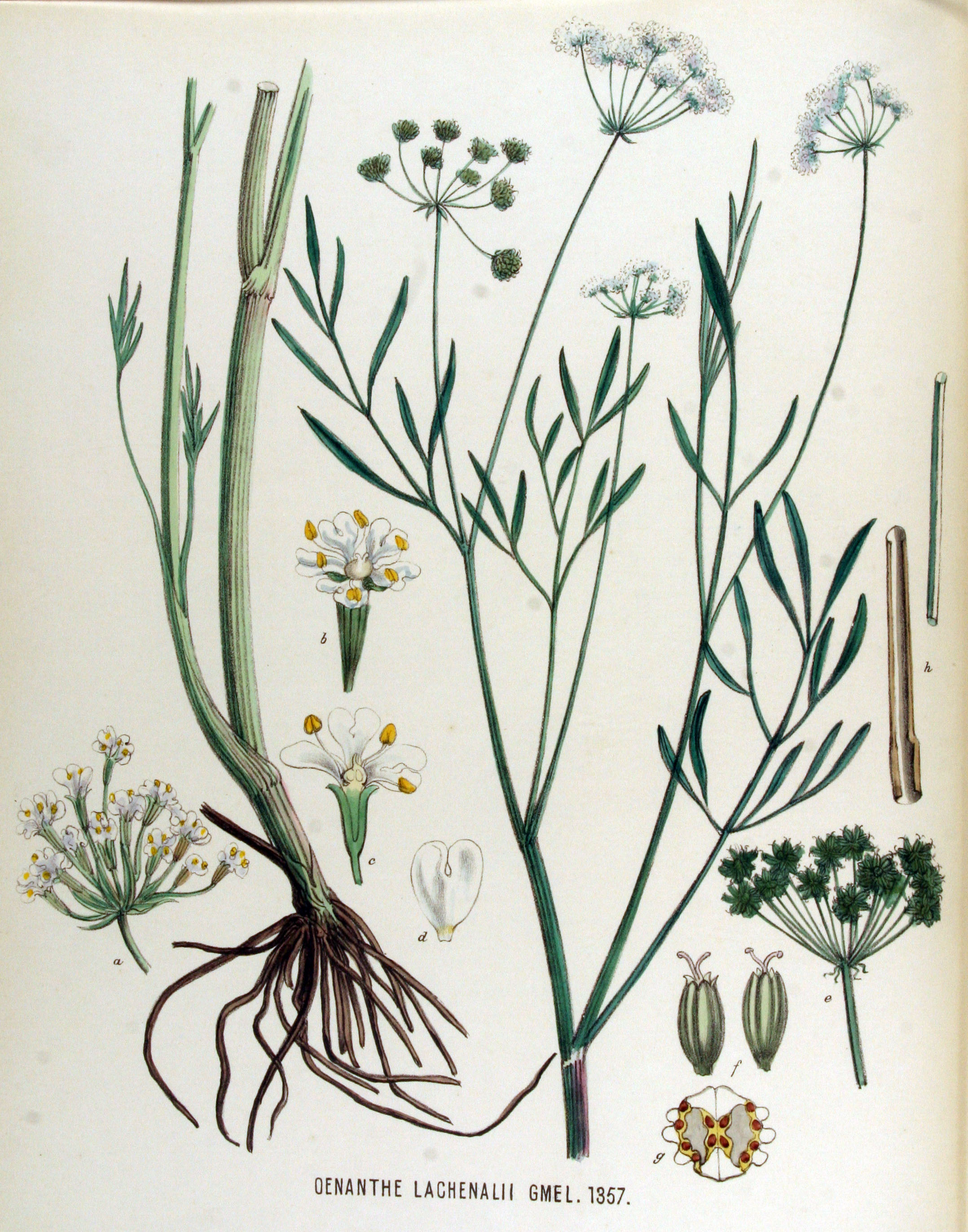
Il·lustració

Oenanthe lachenalii és una espècie de planta herbàcia de la família de les Apiàcies. És originària de la regió del Mediterrani, per on se la pot trobar a jonqueres sobre sòls humits, terres subhalòfils prop del litoral i marges de séquies. Aquesta planta s'anomena fenoll aquàtic, fenoll d'aigua o enant marí.

## Descripció i Ecologia
És una herba hemicriptòfita que pot arribar al metre d'alçada i que viu en sòls salins que s'inunden, enmig de joncs i canyes. Es tracta d'una umbel·lífera glabra de flors blanques i arrels tuberoses, ja que és fàcil d'identificar entre els herbassars. Les fulles estan dividides en segments molt estrets. Es pot diferenciar d'Oenanthe globulosa, que és més freqüent, perquè els radis de les umbel·les no són tan gruixuts i el seu nombre és més gran, més de 7, i a més és una planta més alta. Floració estival (de juliol a setembre).

## Distribució
Es tracta d'una espècie multiregional que es pot trobar als aiguamolls de tot arreu dels Països Catalans. A les Illes es troben només a Mallorca i Menorca.

## Taxonomia
Oenanthe lachenalii va ser descrita per Carl Christian Gmelin i publicada a Fl. Bad. 1: 678 1805.

### Etimologia
- Oenanthe: deriva del grec oinos, "vi", i anthos, "flor", pel fet que les seves flors fan olor de vi.[5]
- lachenalii: epítet atorgat en honor del botànic suís Werner de Lachenal (1736-1800).[6]

### Sinonímia
- Oenanthe pimpinelloides Sm.
- Oenanthe megapolitana Willd.[7]

### Citologia
Nombre de cromosomes d'Oenanthe lachenalii (Fam. Umbelliferae) i tàxons infraespecífics: 2n = 22.